# 3138 Ciney
3138 Ciney је астероид главног астероидног појаса са средњом удаљеношћу од Сунца која износи 2,225 астрономских јединица (АЈ).
Апсолутна магнитуда астероида је 13,4.